# Synsvinkel
Begrebet synsvinkel stammer egentlig fra perspektivlæren, hvor synsvinklen betegner betragterens punkt i forhold til det, der vises på billedfladen. Ved at gøre sig henholdsvis synsvinkel og forsvindingspunkt bevidst blev det muligt at fremstille et tredimensionalt synsbedrag på en todimensional flade. Denne opdagelse betød et erkendelsesteoretisk skred, som gav folk indsigt i, at man nødvendigvis må se på tingene fra et bestemt sted. Subjektiviteten er uundgåelig.
- Forskudt synsvinkel – betragter og genstand set ovenfra
- 1. position
- 2. position
- 3. position
- 4. position

Herfra er ordet overtaget i dagligsproget som betegnelse for et aspekt, dvs. én ud af flere måder at se en situation på. Hvis der har været en diskussion, vil det fremgå klart, at der er forskellige synsvinkler på, hvad der er sket. Vores synsvinkler bliver ofte styret af vores holdninger: politisk, kulturelt, religiøst osv.
| filosofi | Spire Denne filosofiartikel er en spire som bør udbygges. Du er velkommen til at hjælpe Wikipedia ved at udvide den. |